# Karagwe
Karagwe es un valiato de Tanzania perteneciente a la región de Kagera.
En 2012, el valiato tenía una población de 332 020 habitantes.
El valiato es el heredero histórico del reino de Karagwe, que fue uno de los reinos de los Grandes Lagos de África y reclama su origen histórico en el Imperio de Kitara. El reino de Karagwe tuvo su período de mayor desarrollo a lo largo del siglo XIX. La lengua local es el nyambo, una de las lenguas bantúes de los Grandes Lagos.
El valiato se ubica en la frontera con Ruanda.

## Subdivisiones
Comprende las siguientes katas:
- Bugene
- Bweranyange
- Chanika
- Chonyonyo
- Igurwa
- Iha
- Ihembe
- Kanoni
- Kayanga
- Kibondo
- Kihanga
- Kiruruma
- Kituntu
- Ndama
- Nyabiyonza
- Nyaishozi
- Nyakabanga
- Nyakahanga
- Nyakakika
- Nyakasimbi
- Rugera
- Rugu